# Bumble Bees
"Bumble Bees" er den 11. single fra gruppen Aqua, den blev udgivet i 2000 og var med på gruppens andet album Aquarius. Sangen toppede som nummer 6 i Danmark og nummer 34 i Sverige.

## Hitlister
| Hitliste (2000)            | Højeste placering |
| -------------------------- | ----------------- |
| Australien ( ARIA )        | 65                |
| Danmark ( IFPI )           | 6                 |
| Europa (Eurochart Hot 100) | 38                |
| Italien (Musica e Dischi)  | 23                |